# Polyalthia hypogaea
Polyalthia hypogaea är en kirimojaväxtart som beskrevs av George King. Polyalthia hypogaea ingår i släktet Polyalthia och familjen kirimojaväxter. IUCN kategoriserar arten globalt som livskraftig. Inga underarter finns listade i Catalogue of Life.